# Terra Incognita (album de Gojira)
Pour les articles homonymes, voir Terra incognita (homonymie).
Albums de Gojira
Wisdom Comes
(2000) The Link
(2003)
Terra Incognita est le premier album du groupe de death metal français Gojira.
D'un point de vue musical, c'est sur cet album que se confirme le style particulier du groupe : un death metal technique allié à des passages plus atmosphériques, chargés en ambiances diverses.
Il existe en version digipack, et possède un morceau caché nommé Terra inc. (que l'on peut retrouver notamment sur le DVD live The Link Alive). Le disque a été réédité en 2003 avec le clip vidéo de Love en bonus, puis a été de nouveau réédité en 2009 avec trois titres live en bonus.

## Production
Le groupe décide de produire leur premier album Terra Incognita après l'écoute d'un album du groupe Watcha dont ils ont aimé le mixage. Ils contactent donc le studio Impulse en Belgique. Gojira finance son premier album en faisant une cagnotte et avec l'aide de leurs amis et de leurs familles. L'enregistrement se fait en 10 jours puis l'album est mixé pendant 5 jours par Stephan Kraemer,.
Une fois l'album fini, Gojira se fait livrer une palette de 1500 CD chez les parents de Joseph Duplantier (chant,guitare) et Mario Duplantier (batterie) qu'ils vont entreposer dans leur cuisine avant de les vendre à une boutique sur Bayonne.
La distribution nationale de Terra Incognita se fera par la maison de disque Next Music.

## Concept et thématique
C'est un album-concept traitant du thème de l'introspection, des relations à la nature et au monde. L'expression terra incognita désigne, sur les cartes anciennes, des territoires encore inexplorés; mais, dans le contexte de cet album, désigne ce qu'il y a dans le for intérieur de l'homme : un endroit encore « inexploré ». On retrouve cette évocation de l'introspection sur la pochette du disque : l'homme recroquevillé regarde en « lui-même ».
Les paroles de certaines musiques comme In the Forest ou Love, écrite par Joe Duplantier, lui sont inspirées pendant qu'il vivait dans une cabane avec sa petite amie de l'époque.

## Liste des titres
| No  | Titre                                                    | Durée |
| --- | -------------------------------------------------------- | ----- |
| 1.  | Clone                                                    | 4:58  |
| 2.  | Lizard Skin                                              | 4:30  |
| 3.  | Satan is a Lawyer                                        | 4:23  |
| 4.  | 04                                                       | 2:09  |
| 5.  | Blow Me Away You (Niverse)                               | 5:10  |
| 6.  | 5988 trillions de tonnes                                 | 1:10  |
| 7.  | Deliverance                                              | 4:54  |
| 8.  | Space Time                                               | 5:21  |
| 9.  | On the B.O.T.A                                           | 2:47  |
| 10. | Rise                                                     | 5:10  |
| 11. | Fire is Everything                                       | 4:57  |
| 12. | Love                                                     | 4:20  |
| 13. | 1990 quatrillions de tonnes                              | 4:20  |
| 14. | In the Forest (contient le morceau caché Terra Inc.)     | 12:16 |
| 15. | Clone (live) (Pistes bonus de la réédition de 2009)      |       |
| 16. | Love (live) (Pistes bonus de la réédition de 2009)       |       |
| 17. | Space Time (live) (Pistes bonus de la réédition de 2009) |       |

## Participation
- Joe Duplantier − chant, guitare
- Mario Duplantier − batterie
- Christian Andreu − guitare
- Jean-Michel Labadie − basse